# Joan Manuel Serrat
Joan Manuel Serrat i Teresa (Barcelona, 27 de dezembro de 1943) é um cantor, poeta, músico e compositor espanhol, um dos mais destacados exemplos da música moderna espanhola e catalã.
Filho de Ángeles Teresa e do anarquista Josep Serrat, que era filiado no CNT, depois de acabar o curso de engenheiro agrónomo (1965), começa a cantar num programa da Rádio Barcelona e assina um contrato para a gravação do seu primeiro disco. Será um disco em catalão, pelo que passa a ser considerado um dos fundadores da chamada Nova Canção, que inclui algum dos temas que serão ícones de toda a sua carreira como, por exemplo,  “Ara que tinc vint anys” (Agora que tenho vinte anos) ou “Paraules d´amor” (Palavras de amor).  Segue um LP de música popular catalã (“Cançons tradicionals”) e “Com ha fa el vent” (Como faz o vento), com canções próprias. 
Quando em 1968 começa a cantar em castelhano, é considerado por alguns como um traidor à Catalunha. Aquele ano é nomeado representante da Espanha no Festival Eurovisão da Canção onde deve interpretar a canção “La, la, la”, composta propositadamente para ele pelo Duo Dinámico. Depois de ter gravado a canção em diferentes idiomas, Serrat anuncia que só concorrerá ao Festival se lhe é permitido interpretar a canção em catalão, língua que, na altura, estava quase em situação marginal. A sua proposta não é aceite pelo governo que proíbe a sua presença na TV e a emissão das suas canções nas rádios de todo o país.
A sua participação no Festival da Canção do Rio de Janeiro com o tema “Penélope”, pode ser considerada o começo da sua importante e prolongada carreira no continente americano.
Em 1969 edita um disco, que terá grande repercussão social e avultadas vendas, onde põe música em alguns poemas de Antonio Machado. Em 1971 aparece “Mediterráneo”, um dos seus álbuns mais importantes. Um quarto de século depois, a canção que da o título ao disco será eleita a melhor canção espanhola da segunda metade do XX.
Passa o último período da ditadura do general Franco no exílio e continua a estar proibido pela censura, facto que faz que os seus discos destes anos não cheguem ao grande público. O impasse termina com a publicação de “En tránsito” (1981) e “Cada loco con su tema” (1983), onde aparece um Serrat mais maduro e intimista.
No “El Sur también existe” (1985), volta a musicar um poeta desta vez o uruguaiano Mario Benedetti. Um ano depois aparece “Sinceramente teu” onde interpreta em português alguma das suas músicas mais conhecidas e conta, entre outras,  com a participação de cantores tão conceptuados como Maria Bethânia, Gal Costa e Caetano Veloso. Seguem-se “Bienaventurados” (1987), “Material sensible” (1989), “Utopía” (1992), “Nadie es perfecto” (1994) e “D´un temps, d´un país” (1996), antologia pessoal dos melhores temas da música da Catalunha.

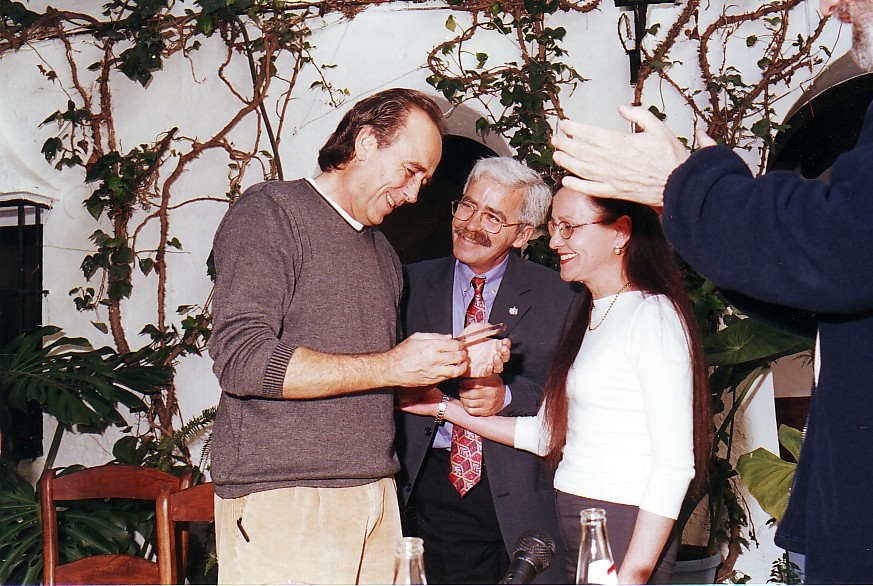
Joan Manuel Serrat recebe a Fiambrera de Plata 2001 do Ateneo de Córdoba

Em 1996 protagoniza junto de Ana Belén, Víctor Manuel e Miguel Ríos o espectáculo “El gusto es nuestro” (O gosto é nosso) e faz com este uma digressão pela Espanha e diferentes países latino-americanos.
“Sombras de la China” (1998), volta a reunir composições próprias. Em seguida, “Cansiones” (2000) foi um recompilação onde reúne canções interpretadas por uma espécie de heterónimo, a que da o nome de Tarrés (apelido catalão que, curiosamente, é Serrat invertido).
Em 2005 vence um cancro da bexiga.
Em 2006 é nomeado Doutor Honoris Causa pela Universidade Complutense de Madrid pelo seu contributo para a cultura espanhola e publica “Mô” (nome que os menorquinos, nas Baleares, dão a sua capital), onde, depois de 17 anos, volta a interpretar temas próprios em catalão.
Em Junho de 2007,  com o seu colega e grande amigo Joaquin Sabina, inicia uma tourné pela Espanha e América do Sul, de nome “Dos pájaros de un tiro” (Dois coelhos de uma cajadada só). No mesmo ano, recebe o título de cavaleiro da Legião de Honra, a mais alta distinção da República Francesa, pelos seus contributos à criação cultural, promoção do catalão no mundo e pela sua defesa da liberdade de expressão.